# Wolf Dietrich von Gemmingen (1550–1601)
Wolf Dietrich von Gemmingen (* 1550; † 18. September 1601) war fürstbischöflich-eichstättischer Rat, Hofmeister und Pfleger zu Kupferburg sowie markgräflich baden-durlachscher Rat und Oberstleutnant. Er war Befehlshaber bei der Oberbadischen Okkupation.

## Leben
Er war ein Sohn des Dietrich IX. von Gemmingen (1517–1586) und der Lia von Schellenberg († 1564). Er war als Soldat zunächst in Diensten von Otto von Eberstein in den Niederlanden, 1588 als Hauptmann in Diensten des Markgrafen Ernst Friedrich, danach Oberstleutnant und Statthalter von Baden. Er war Befehlshaber bei der Oberbadischen Okkupation. Markgraf Ernst Friedrich zeichnete ihn mit dem Orden der blauen Binde aus. Später wurde er Hofmeister bei seinem Bruder, dem Eichstätter Fürstbischof Johann Konrad von Gemmingen und Pfleger zu Kupferburg. Er starb 1601 auf der Jagd beim Markgrafen.
Sein Grabmal ist in der Kirche St. Maria Magdalena in Tiefenbronn erhalten.

## Familie
Er war verheiratet mit  Ursula von Neuneck (1560–1626).
Nachkommen:
- Karl Dietrich (1583–1629) ⚭ Maria Crescentia von Neuhausen († 1621), Susanna von Stotzingen
- Christoph (1584–1594)
- Bernhard (1585–1591), Kanoniker in Eichstätt
- Maria Anna (* 1588) ⚭ Karl von Freyberg zu Haldenwang
- Katharina (*/† 1591)
- Johann Konrad (1593–1627) ⚭ Margaretha Anna von Stein